# オットー・ヴェディゲン
オットー・エドゥアルト・ヴェディゲン（Otto Eduard Weddigen, 1882年9月15日ヘルフォルトに生誕- 1915年3月18日 スコットランド近海で戦没）はドイツ帝国海軍 (Kaiserliche Marine) の士官。最終的な階級は大尉で、第一次世界大戦における潜水艦の艦長であった。

## 生涯

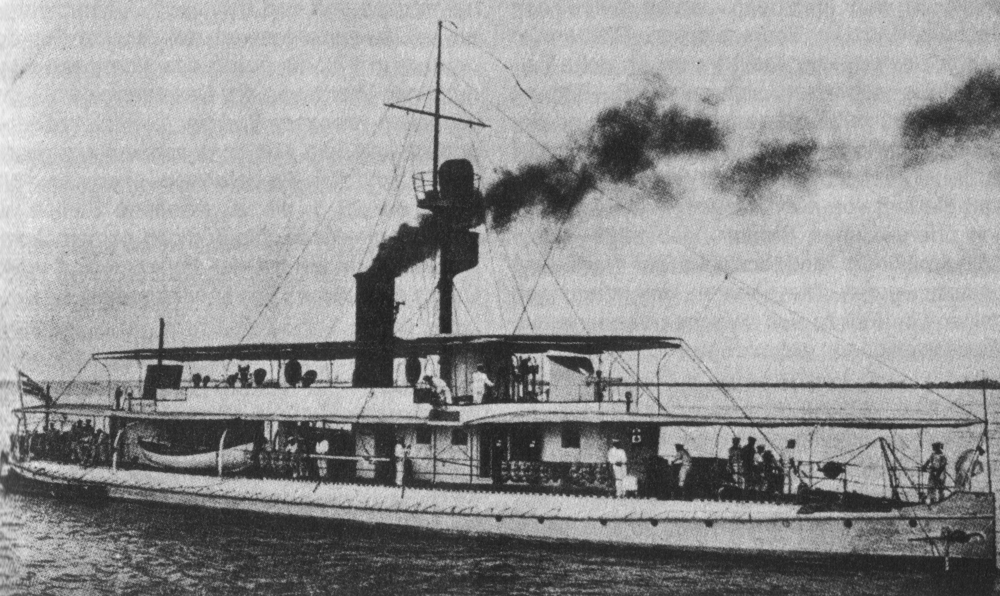
オットー・ヴェディゲンが乗った砲艦「ファーターラント（SMS Vaterland）」の写真。

オットー・ヴェディゲンはリンネル製造業者の、十一人目の子供として生まれた。ヴェーバーライ・ヴェディゲン社（Weberei Weddigen)は現存している。多くの系統に分かれたその家族は、ラーフェンスベルガー・ラント (de:Ravensberger Land) 有数の名士であり、何世代にもわたってプロテスタントの宗教家、科学者や作家、商人を輩出してきた。ヴェディゲンは、士官候補生としてドイツ帝国海軍に入隊するため、1890年から1901年まで故郷のフリードリヒス・ギムナジウム (de:Friedrichs-Gymnasium Herford) に通学する。依然としてプロイセン系の貴族が優位を占めるドイツ帝国陸軍 (German Army (German Empire)) に比べると、海軍は市民階級出身の野心的な若者に、徹底して昇進の機会を与えていたのである。
1902年、ヴェディゲンは士官候補生になり、1904年には海軍少尉に昇進する。1906年の5月、彼は当時、ドイツの租借地であった青島に配されていた、東洋艦隊に配属された。河川砲艦「ファーターラント」（SMS Vaterland) の哨戒士官となり、義和団の乱の鎮圧に参加する。後に、中尉に昇進した。1907年、イルティス級砲艦「ティーガー」（SMS Tiger）の哨戒士官を務めている。
ドイツに帰還すると、ヴェディゲンは1908年に潜水艦隊へ転属した。それはまだ、創建の中途にあったのである。1909年4月から1910年9月までの間、彼はU1、U2、そしてU4の哨戒士官を務める。それから、U4で初めて指揮を執ることとなった。1911年10月1日にU9の艦長に就任するまでの数年間に、一時的にSM U3とSM U5の指揮を執っている。U9は当時、最新の潜水艦であった。1912年4月25日、ヴェディゲンは大尉に昇進している。1913年5月の演習では訓練魚雷4本で戦艦3隻に命中させている。

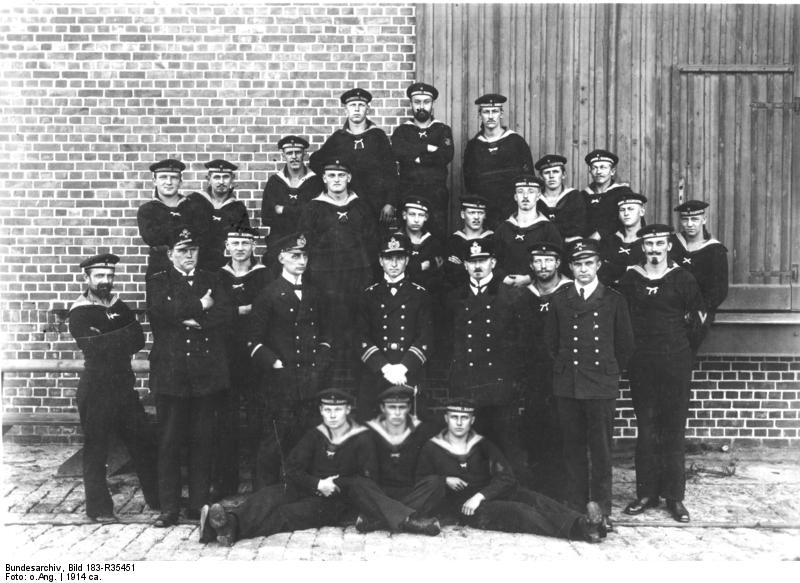
U9の乗組員。中央に立っているのがオットー・ヴェディゲン。

第一次世界大戦の勃発から数日後、ヴェディゲンのU9は他の九隻の潜水艦とともにヘルゴラントから出撃した。ドイツ潜水艦による、初めての作戦行動は失敗に終わった。二隻の潜水艦が失われた。またU9は機関故障のため数日で引き返す羽目になり、復帰にはその後6週間要した。その間、オットー・ヴェディゲンは休暇をもらい幼なじみと結婚した。
1914年9月20日、U 9はヘルゴラント海軍基地から西方へ向けて、哨戒に出撃した。1914年9月22日の朝、フーク・ファン・ホラント (Hook of Holland) の北方約50 kmの海域で、縦列陣で航行する三隻のイギリス海軍の艦艇が視認された。ヴェディゲンは続く75分の間に、それらのクレッシー級装甲巡洋艦、「アブーキア」 (HMS Aboukir (1900)) 、「ホーグ」 (HMS Hogue (1900)) および「クレッシー」 (HMS Cressy (1899)) を次々と撃沈する成功を収めた。クレッシーの艦長、バートラム・W・L・ニコルソン（Bertram W.L. Nicholson) の報告に拠れば、アブーキアの見張りは、U 9の潜望鏡を流木と取り違えたとされる。偶然、クレッシーの弾薬庫に命中した魚雷は大爆発と乗員の混乱を引き起こした。救助の急がれるクレッシーにとって悪いことに、乗員のほとんどは戦闘を経験したことのない予備役軍人だったのである。
ヴェディゲンは後に書かれた報告書の中で、ドイツ側にとって大成功となったこの行動には、戦術的な能力の他、幸運も大いに関わっていたことを率直に認め、敵兵士の勇敢さを率直に認め、明確に強調している。イギリス海軍の乗員、約千五百名が命を失った。八百名の生存者は、イギリスの漁船やオランダの蒸気客船「フローラ」（Flora）と「ティターン」（Titan）に救助された。U 9はイギリス海軍の艦艇から追跡されたものの、損傷を受けずにヘルゴラントへの帰還を果たす。続いて、ヴィルヘルムスハーフェンで勝者として歓迎されている。オットー・ヴェディゲンはドイツ国民のほとんどから、戦争の英雄として賞賛された。
三隻の敵艦の迅速な撃沈は、潜水艦を戦争遂行の兵器として定着させる事跡となった。それはドイツの潜水艦隊にとって、それまで不可能と思われていた成功だったのである。オットー･ヴェディゲンは皇帝ヴィルヘルム2世から、第二級および第一級鉄十字章を受章した。残りの乗員二十名は、第二級鉄十字章を授かった。以後U 9は、司令塔に鉄十字をあしらうことを許されたのである。
それからちょうど三週間後、ヴェディゲンはアバディーンの近海でイギリス海軍の防護巡洋艦「ホーク」を撃沈し、1914年10月24日にドイツの海軍士官として初めて、プロイセン王国の最高の勲章であるプール・ル・メリット勲章を受章した。
ドイツ帝国政府 (de:Reichsregierung) は国際法に反し、無制限潜水艦作戦を布告する。しかしこれは、明らかに敵国の商船の撃沈を目的としたイギリスによる、これまた国際法に背く海上封鎖に対応するものであった。その中で、ヴェディゲンも三隻の商船を撃沈した。
1915年1月、ヴェディゲンは次席士官、ヨハネス・シュピース（Johannes Spieß) の責任による負傷により、指揮権を返上しなければならなかった。その傷が癒えると、2月13日にU 29を任される。重油を燃料とするU 9に比べると、U 29はディーゼルエンジンを搭載していた。3月10日、U 29はゼーブルッヘ  (Zeebrugge) からヴェディゲンの指揮の下、最初の哨戒に出る。アイリッシュ海の作戦海域に到着すると、その後の数日間に四隻、12,934総トンを撃沈したのである。ヴェディゲンは商船を撃沈するのに砲を使用せず、魚雷で行った。スコットランドを迂回しての帰途、U 29は3月18日、ペントランド海峡 (Pentland Firth) （スコットランド本土とオークニー諸島の間）で、イギリス本国艦隊 (Grand Fleet) に遭遇する。それはスカパ・フロー基地へ帰還する途上にあった。弩級戦艦「ネプチューン」への雷撃に失敗すると、艦の潜望鏡を戦艦「ドレッドノート 」に発見されてしまう。ヴェディゲンは潜航するも、間に合わなかった。午後1時40分には、ドレッドノートが艦に体当たり攻撃をしかける。その際、少しの間、艦首から水面から突き出て、潜水艦の番号が露見した。それからU 29は沈没し、オットー・ヴェディゲンと乗組員は、艦と運命をともにした。それは第一次世界大戦中、ドレッドノートが取った唯一の戦闘行動であった。1917年から1918年にかけて建造された巡洋潜水艦U 140は、「ヴェディゲン大尉」（Kapitänleutnant Weddigen）と名づけられている。

## 後世への影響
オットー・ヴェディゲンはドイツで、センセーショナルなことと受け止められた軍事的成功により、戦争の英雄として賞賛された。故郷の町は、彼が32歳の時、名誉市民の称号を贈っている。彼の「英雄の死」として称揚された早逝の後、その崇拝と伝説化はほぼヒステリックな道をたどり、皇帝に忠実な大衆紙によって濃厚な宣伝色を添えられた。ビールジョッキ、メダル、飾り皿や胸像が大量に流通した。そのうち、ほとんどどの家庭にも、ヴェディゲンの記念品が一つはあるとまで言われるようになった。第一次世界大戦中、この艦長を上回る賛美を集めたのは、後の1918年4月21日に撃墜された戦闘機パイロット、マンフレート・フォン・リヒトホーフェンくらいであった。
ヴァイマール共和政の時代でも、この海軍士官の思い出は生きていた。映画監督のハインツ・パウル  (de:Heinz Paul) は1927年、カール・デ・フォークト (Carl de Vogt)  主演の劇場映画、「U 29 Weddigen」を上映する。ナチスの政権下で、かつての「戦争の英雄」の記念が再び促進され、数々の伝記が執筆されたのである。キール大学（Universität Kiel)  (University of Kiel) では、現地のドイツ学生協会（Verein Deutscher Studenten)が他の学生連盟とともに1933年、「オットー・ヴェディゲン学友会」（Kameradschaft Otto Weddigen）を結成した。ドイツの潜水艦隊が再建された時、1935年に最初に新設された戦隊にはヴェディゲンの名を冠したのである。最初の司令官は、カール・デーニッツだった。U 9は、帝国海軍のSM U 9と同様に、司令塔に鉄十字章をあしらった。この時期、ライツ社が「ライカ」のブランド名のもと、「ヴェディゲン」と名づけた水中カメラと双眼鏡を製作している。
第二次大戦後、オットー・ヴェディゲンはリヒトホーフェンとは異なり、海軍に関心のある人を除けば、忘れられた存在となっていった。1950年代の初め、パーベル＝メーヴィヒ出版社 (de:Pabel-Moewig) からU 9やヴェディゲンを題材とした、1953年の『ヴェディゲンとともに大いなる戦争の航海へ』（"Mit Weddigen auf Großer Kriegsfahrt")その他の通俗小説が出版される。オットー・ヴェディゲンに関する本や、ドイツ帝国で行なわれた英雄崇拝の礼拝用具も、今日なお骨董品店や、軍事関連専門の蚤の市で目にすることができる。しかし第一次世界大戦に対する関心が復活するとともに、研究や著述が開始され、人物としてのオットー・ヴェディゲンも再び、衆目を引いている（参考文献を参照）。

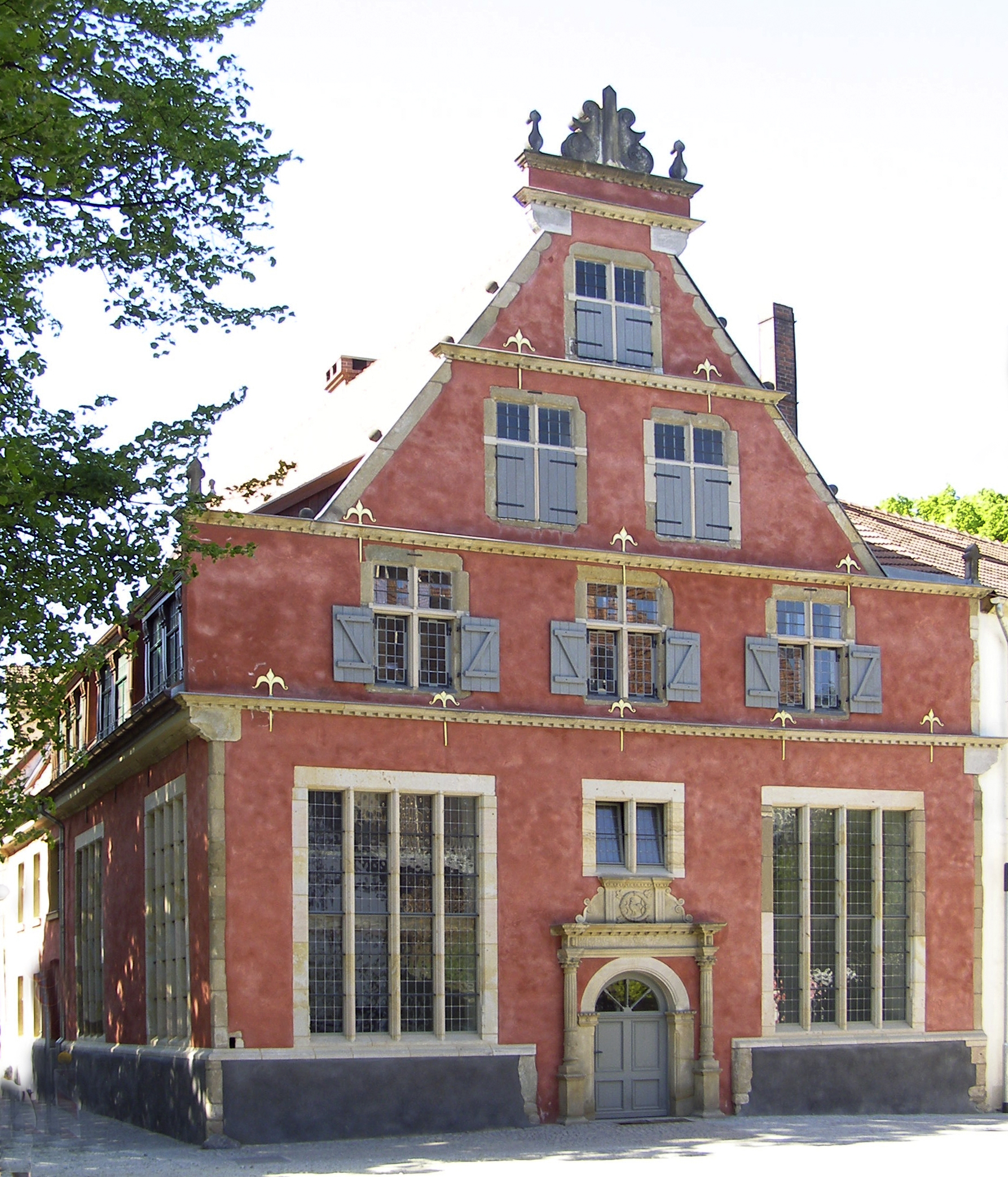
オットー・ヴェディゲンの生家

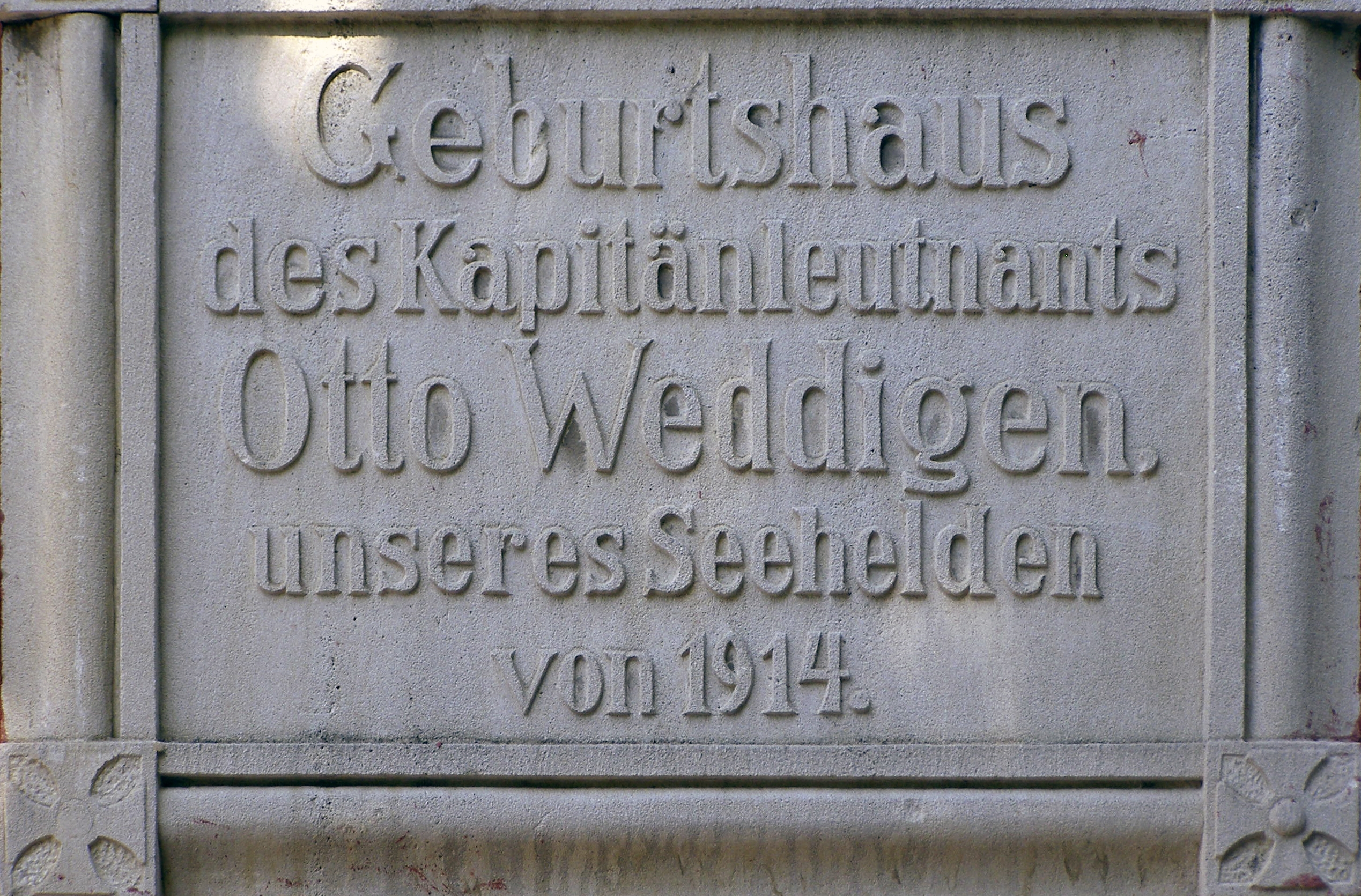
記念の銘板

ヘルフォルトでは、フリューヘアレン通りの角、ペーターズィーリエン(Petersilien-/Ecke Frühherrenstraße) にあるオットー・ヴェディゲンの生家に、記念の銘板が取り付けられた。ヴェディゲンウーファー（Weddigenufer)通りや、ヴェレ川沿いにある屋外プール（現在のH2O）は彼にちなんで名づけられた。市内の「オットー・ヴェディゲン海軍戦友会」（Marinekameradschaft Otto Weddigen）も、彼を記念している。
ドイツ連邦海軍のU 9もまた、鉄十字章を佩する。
キール海軍基地にある浮き桟橋の一つは、彼にちなんでヴェディゲン桟橋（Weddigenbrücke)と名づけられている。
ベルリンでは多くの通りが、この艦長の名にちなんで命名されたが、シュテーグリッツ＝ツェーレンドルフ区のヴェディゲン通り（Weddigenweg）はなお、現存している。また、オーバーハウゼン市のシュテルクラーデ地区（Oberhausen-Sterkrade)でも1936年、タール通り（Thalstraße) が彼の名にちなんで、オットー・ヴェディゲン通り（Otto-Weddigen-Straße) と改名された。
フライブルク、アウクスブルク、ハノーファー、アウリッヒ  (Aurich) 、ミュンスター、オルデンブルクの各市では、同様に通りの名前が彼にちなんでいる。
ニーダーライン地方の小都市、ノイキルヒェン＝フリュン (de:Neukirchen-Vluyn) では、1919年に作られた繁華街にある、三つの通り（Weddigenplatz、Weddigenstraße、Weddigenallee）に彼の名がついている。
デュッセルドルフ＝ニーダーカッセルでは1935年（第三帝国で大いに祝われた、艦長の戦没から数えての二十周年）から、射撃協会  (Schützenverein) の中隊が彼の名を冠している。
クックスハーフェン (Cuxhaven) にある、私設博物館「U-Boot-Archiv」の部屋、「Otto-Weddigen-Raum」は彼にちなんでいる。

## 文献

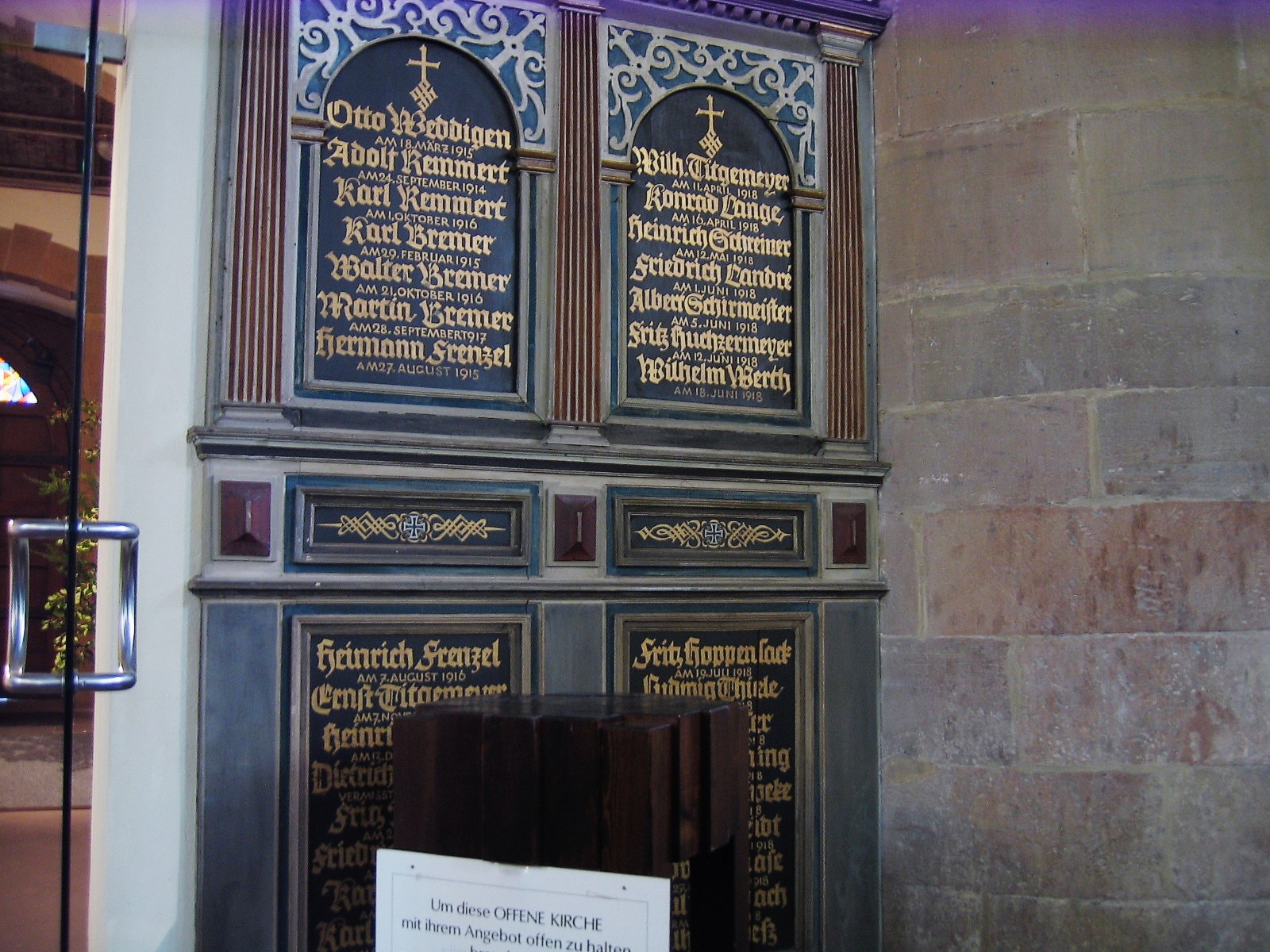
ヘルフォルト出身の、第一次世界大戦における戦没者のリストに見られる、オットー・ヴェディゲンの名前。

- Jürgen Busche: Heldenprüfung. Das verweigerte Erbe des Ersten Weltkriegs, Frankfurt (DVA) 2004
- Volker Jakob: Von der Verfallszeit des Ruhmes (essayistisches Porträt Weddigens), in: Westfalenspiegel 1 (2006), S. 56f.
- Rene Schilling: „Kriegshelden“. Deutungsmuster heroischer Männlichkeit in Deutschland von 1813 bis 1945, Paderborn (Verlag Ferdinand Schöningh) 2002
- Heinrich Richter: Otto Weddigen, Ein Lebensbild, Verlag von Velhagen & Klasing, Bielefeld und Leipzig, 1915.

（ドイツ語版の記事に挙げられていたもので、翻訳者が項目の作成にあたり、閲覧したものではありません。）

## 映像作品
『U9 - Weddigen』監督：ハインツ・パウル　脚本：ヴィリー・ラート（Willy Rath) 出演：カール・デ・フォークト、マティルデ・ズッスィン  (de:Mathilde Sussin) 他。1927年、ドイツ。
占領下のラインラント地方では、連合国ラインラント占領委員会 (de:Interalliierter Hoher Ausschuss für die Rheinlande) から、「公序を乱す恐れあり」として禁止され、カットしたものが数週間後、『Brüder. U9, Kapitän Weddigen』（『兄弟たち。U9、ヴェディゲン艦長』）と改題されて公開された。改められたタイトルは、ある部分では当を得ている。本作ではドイツ-イギリス間の潜水艦戦を超えて、両国の個人的な家族の物語が、悲劇的な兄弟同士の戦いとして展開するからである。
ヴェディゲンは「海軍の剣」というよりも、情緒に満ちた英雄として描かれている。を参照。